# César/Bester animierter Kurzfilm

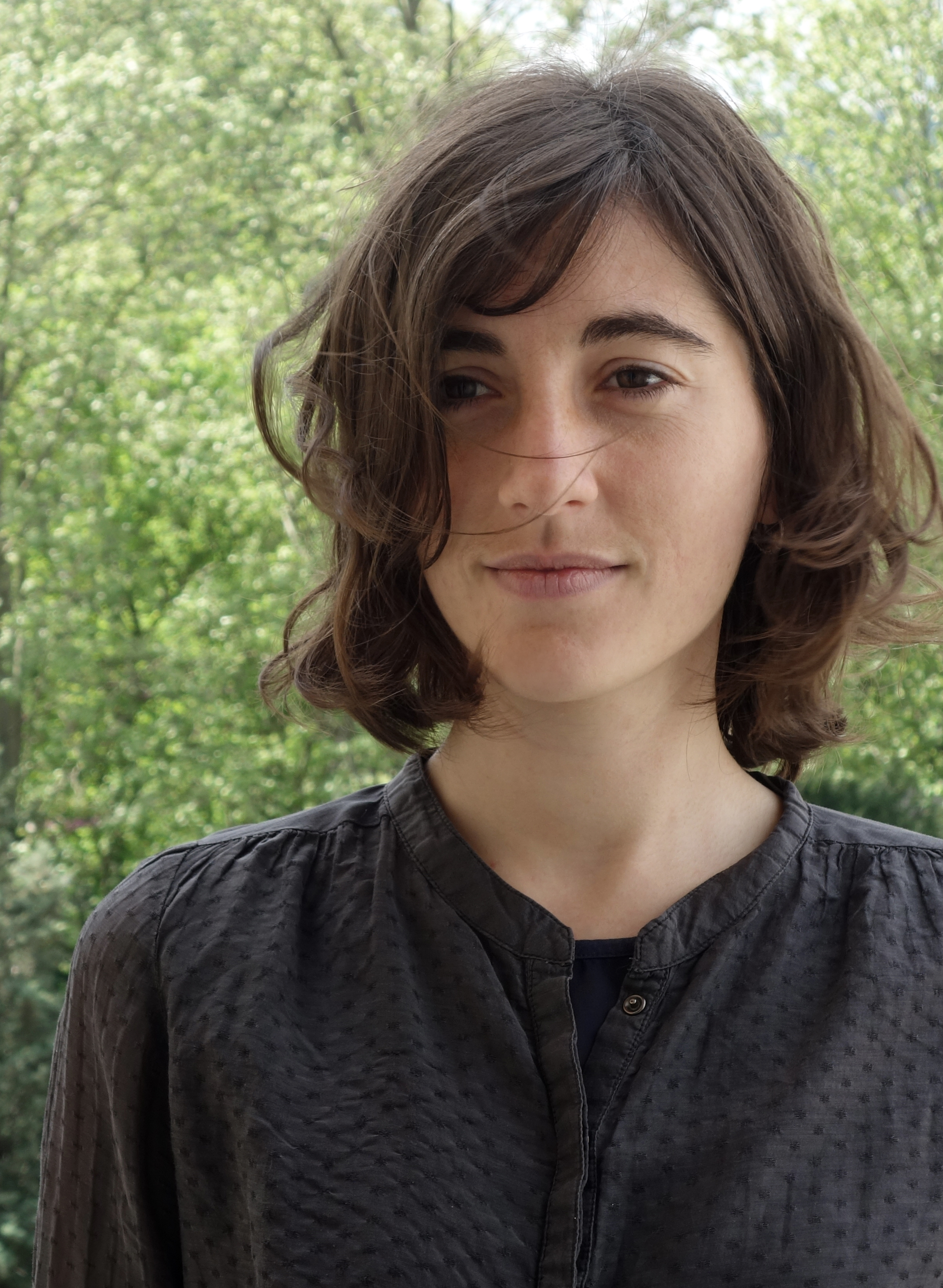
Preisträger 2018: Opi, das Walross von Lucrèce Andreae

Der César in der Kategorie Bester animierter Kurzfilm (Meilleur court métrage d’animation) wird seit 1976 verliehen. Die Mitglieder der Académie des Arts et Techniques du Cinéma vergeben ihre Auszeichnungen für die besten Filmproduktionen und Filmschaffenden rückwirkend für das vergangene Kinojahr.
Die Preiskategorie hat mehrere Umbrüche erlebt. Der Preis wurde von 1977 bis 1990 als eigenständige Kategorie verliehen. Von 1991 bis 2010 liefen die Kurzanimationsfilme in der Kategorie Bester Kurzfilm (Meilleur court-métrage); so konnte sich 1996 der Kurzanimationsfilm Der Mönch und der Fisch gegen andere Kurzfilme durchsetzen. Von 2011 bis 2013 liefen die kurzen Animationsfilme zusammen mit den langen Animationsfilmen in der Kategorie Bester Animationsfilm (Meilleur film d’animation), gewannen aber keine Auszeichnung. Seit 2014 ist Bester animierter Kurzfilm wieder eine eigenständige Preiskategorie.
Die aufgeführten Filme werden mit ihrem deutschen Verleihtitel (sofern vorhanden) angegeben, danach folgt in Klammern in kursiver Schrift der Originaltitel in der jeweiligen Landessprache, sowie der Name des Regisseurs. Die Nennung des Originaltitels entfällt, wenn deutscher und Original-Filmtitel identisch sind. Die Gewinner stehen hervorgehoben an erster Stelle.

## 1970er-Jahre
1977
Un comédien sans paradoxe – Regie: Robert Lapoujade
- Bactéries nos amies – Regie: Michel Boschet
- Déjeuner du matin – Regie: Patrick Bokanowski
- Oiseau de nuit – Regie: Bernard Palacios
- Die Prägung (L’empreinte) – Regie: Jacques Armand Cardon
- La rosette arrosée – Regie: Paul Dopff

1978
Rêve – Regie: Peter Foldes
- Fracture – Regie: Paul Brizzi und Gaëtan Brizzi
- Kubrick à brac – Regie: Dominique Rocher
- Mordillissimo – Regie: Roger Beaurin
- La nichée – Regie: Gérard Collin

1979
La traversée de l’Atlantique à la rame – Regie: Jean-François Laguionie
- L’anatomiste – Regie: Yves Brangolo
- Le phénomène – Regie: Paul Dopff

## 1980er-Jahre
1980
Demain la petite fille sera en retard à l’école – Regie: Michel Boschet
- Barbe bleue – Regie: Olivier Gillon
- Les troubles fêtes – Regie: Bernard Palacios

1981
Le manège – Regie: Jean-Pierre Jeunet
- Les 3 inventeurs – Regie: Michel Ocelot
- Le réveil – Regie: Jean-Christophe Villard

1982
La tendresse du maudit – Regie: Jean-Manuel Costa
- L’échelle – Regie: Alain Ughetto
- Trois thèmes – Regie: Alexander Alexeieff

1983
La légende du pauvre bossu – Regie: Michel Ocelot
- Chronique 1909 – Regie: Paul Brizzi und Gaëtan Brizzi
- Sans préavis – Regie: Michel Gauthier

1984
Le voyage d’Orphée – Regie: Jean-Manuel Costa
- Au-delà de minuit – Regie: Pierre Barletta
- Le sang – Regie: Jacques Rouxel

1985
La boule – Regie: Alain Ughetto
- L’invité – Regie: Guy Jacques
- Ra – Regie: Pierre Jamin und Thierry Barthes

1986
L’enfant de la haute mer – Regie: Patrick Deniau
- La campagne est si belle – Regie: Michel Gauthier
- Contes crépusculaires – Regie: Yves Charnay

1987
nicht vergeben

1988
Le petit cirque de toutes les couleurs – Regie: Patrick Deniau
- Transatlantique – Regie: Bruce Krebs

1989
L’escalier chimérique – Daniel Guyonnet
- Ciné si, Episode: La princesse des diamants – Regie: Michel Ocelot
- Le travail du fer – Regie: Celia Canning und Néry Catineau

## 1990er-Jahre
1990
Le porte-plume – Regie: Marie-Christine Perrodin
- Sculpture sculptures – Regie: Jean-Loup Felicioli

## 1991–2010
Animierte Kurzfilme liefen in der Preiskategorie Bester Kurzfilm

## 2011–2013
Animierte Kurzfilme liefen in der Preiskategorie Bester Animationsfilm

## 2010er-Jahre
2014
Mademoiselle Kiki und das Leben in Montparnasse (Mademoiselle Kiki et les Montparnos) – Regie: Amélie Harrault
- Lettres de femmes – Regie: Augusto Zavonello

2015
Les petits cailloux – Regie: Chloé Mazlo
- Der kleine Topf von Anatole (La petite casserole d’Anatole) – Regie: Eric Montchaud
- Peng peng! (Bang Bang!) – Regie: Julien Bisaro
- Der Weihnachtskuchen (La bûche de noël) – Regie: Vincent Patar und Stéphane Aubier

2016
Das Sonntagsessen (Le repas dominical) – Regie: Céline Devaux
- La nuit américaine d’Angélique – Regie: Pierre-Emmanuel Lyet und Joris Clerté
- Sous tes doigts – Regie: Marie-Christine Courtès
- Tigres à la queue leu leu – Regie: Benoît Chieux

2017
Der mit den zwei Seelen (Celui qui a deux âmes) – Regie: Fabrice Luang-Vija
- Journal animé – Regie: Donato Sansone
- Kalter Kaffee (Café froid) – Regie: François Leroy und Stéphanie Lansaque
- Peripheria – Regie: David Coquard-Dassault

2018
Opi, das Walross (Pépé le morse) – Regie: Lucrèce Andreae
- Le futur sera chauve – Regie: Paul Cabon
- Le jardin de minuit – Regie: Benoît
- I Want Pluto to Be a Planet Again – Regie: Marie Amachoukeli und Vladimir Mavounia-Kouka

2019
Böses Mädchen (Kötü Kız) – Regie: Ayce Kartal
- La mort, père et fils – Regie: Denis Walgenwitz und Winshluss
- Raymonde ou l’évasion verticale – Regie: Sarah Van Den Boom
- Schattenseiten (Entre sombras) – Regie: Mónica Santos und Alice Guimarães

## 2020er-Jahre
2020
La nuit des sacs plastiques – Regie: Gabriel Harel
- Ich geh mal Zigaretten kaufen (Je sors acheter des cigarettes) – Regie: Osman Cerfon
- Make It Soul – Regie: Jean-Charles Mbotti Malolo
- Welch himmlischer Kuchen! (Ce magnifique gâteau!) – Regie: Emma De Swaef und Marc James Roels

2021
Die Stunde des Bären (L’heure de l’ours) – Regie: Agnès Patron
- Shoooms abenteuerliche Reise (L’odyssée de Choum) – Regie: Julien Bisaro
- Die Stute (Bach-Hông) – Regie: Elsa Duhamel
- La tête dans les orties – Regie: Paul Cabon

2022
Folie douce, folie dure – Regie: Marine Laclotte
- Empty Places – Regie: Geoffroy de Crécy
- Die Welt an und für sich (Le monde en soi) – Regie: Sandrine Stoïanov und Jean-Charles Finck
- Wertvoll (Précieux) – Regie: Paul Mas

2023
Omas Sexleben (La vie sexuelle de mamie) – Regie: Urška Djukić und Emilie Pigeard
- Schmusekatze (Câline) – Regie: Margot Reumont
- Noir-soleil – Sprung in die Vergangenheit (Noir-soleil) – Regie: Marie Larrivé

2024
Sommer 96 (Été 96) – Regie: Mathilde Bédouet
- Drôles d’oiseaux – Regie: Charlie Belin
- Der Wald der Familie Tang (La Forêt de Mademoiselle Tang) – Regie: Denis Do

2025
Beurk! – Regie: Loïc Espuche
- GiGi – Regie: Cynthia Calvi
- Schmetterling (Papillon) – Regie: Florence Miailhe